# Tom Noonan

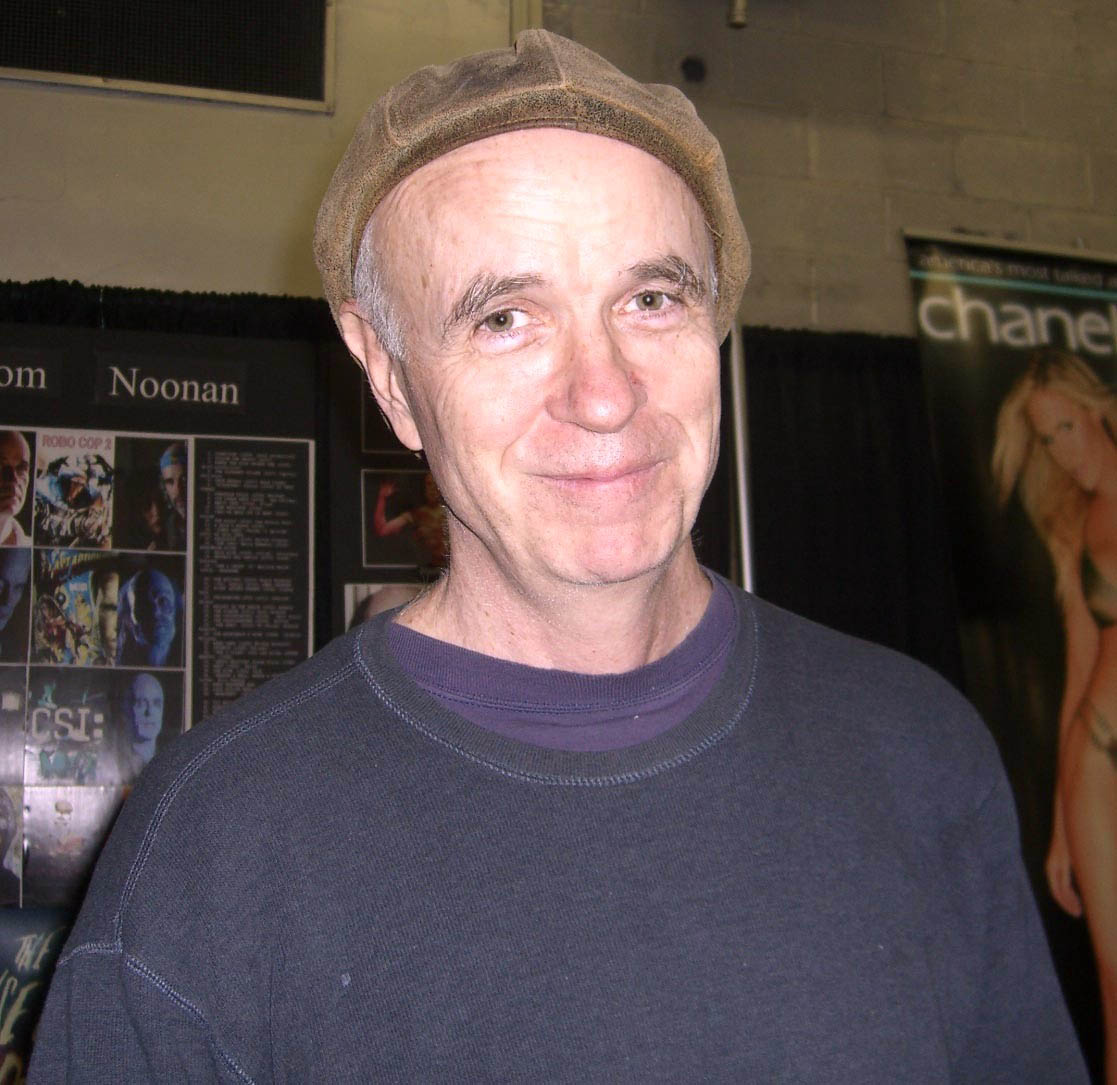
Tom Noonan (2009)

Tom Noonan (* 12. April 1951 in Greenwich, Connecticut) ist ein US-amerikanischer Schauspieler, Regisseur und Drehbuchautor.

## Leben und Leistungen
Noonan absolvierte die Schauspielschule der Yale University. Er gründete im Jahr 1983 das Paradise Theatre und trat in zahlreichen Theaterstücken auf. Seine erste Filmrolle spielte er an der Seite von Michael Ontkean in der Komödie Willie and Phil aus dem Jahr 1980.
Im Thriller Gloria, die Gangsterbraut (1980) von John Cassavetes spielte Noonan neben Gena Rowlands, im Western Heaven’s Gate – Das Tor zum Himmel (1980) war er neben Kris Kristofferson, Christopher Walken und John Hurt zu sehen. Im Thriller Blutmond (1986) spielte er die Rolle des als Roter Drache bekannten Serienmörders Francis Dolarhyde. Im Horrorfilm Monster Busters von 1987 verkörpert er Frankensteins Monster, wobei die Figur in diesem Film liebenswürdig und hilfsbereit erscheint. In der Actionkomödie Last Action Hero (1993) spielte er die Rolle des als Der Ripper bekannten Mörders, der von Jack Slater (Arnold Schwarzenegger) gejagt wird.
In der Komödie What Happened Was… (1994) trat Noonan nicht nur in einer der Hauptrollen auf, sondern führte auch Regie und schrieb das Drehbuch. Für das Drehbuch erhielt er im Jahr 1994 zwei Preise des Sundance Film Festivals und wurde 1995 für den Independent Spirit Award nominiert. Ebenfalls bei der Komödie The Wife (1995) wirkte er als Darsteller, Regisseur und Drehbuchautor mit, wofür er 1995 für einen Preis des Sundance Film Festivals nominiert wurde.
Noonan war mit der Schauspielerin Karen Young verheiratet. Er ist der Bruder von John Ford Noonan.

## Filmografie (Auswahl)
- 1980: Willie and Phil
- 1980: Gloria, die Gangsterbraut (Gloria)
- 1980: Heaven’s Gate
- 1981: Wolfen
- 1983: Kopfjagd (Eddie Macon's Run)
- 1984: Angriff ist die beste Verteidigung (Best Defense)
- 1985: Der Verrückte mit dem Geigenkasten (The Man with One Red Shoe)
- 1986: F/X – Tödliche Tricks (F/X)
- 1986: Manhunter – Roter Drache (Manhunter)
- 1987:  Monster Busters
- 1989: Mystery Train
- 1989: Detroit City – Ein irrer Job (Collision Course)
- 1990: Robocop 2
- 1991: Das 10 Millionen Ding (The 10 Million Dollar Getaway)
- 1993: Last Action Hero
- 1994: What Happened Was… (auch Regie und Drehbuch)
- 1995: The Wife (auch Regie und Drehbuch)
- 1995: Heat
- 1997: Akte X – Die unheimlichen Fälle des FBI (The X-Files, Fernsehserie, eine Folge)
- 1998: Phoenix – Blutige Stadt (Phoenix)
- 1999: Die Frau des Astronauten (The Astronaut's Wife)
- 2001: Das Versprechen (The Pledge)
- 2001: Knockaround Guys
- 2002: CSI: Den Tätern auf der Spur (CSI: Crime Scene Investigation, Fernsehserie, eine Folge)
- 2002: Arac Attack – Angriff der achtbeinigen Monster (Eight Legged Freaks)
- 2003: Criminal Intent – Verbrechen im Visier (Law & Order: Criminal Intent, Fernsehserie, Folge 2x21)
- 2006: Seraphim Falls
- 2008: Alphabet Killer (The Alphabet Killer)
- 2008: Synecdoche, New York
- 2009: Law & Order: New York (Law & Order: Special Victims Unit, Fernsehserie, eine Folge)
- 2009: Follow the Prophet
- 2009–2011: Damages – Im Netz der Macht (Damages, Fernsehserie, 17 Folgen)
- 2009: The House of the Devil
- 2011–2014: Hell on Wheels (Fernsehserie, 18 Folgen)
- 2013: The Blacklist (Fernsehserie, eine Folge)
- 2015–2018: 12 Monkeys (Fernsehserie, 18 Folgen)
- 2017: Wonderstruck